# Liudas Gira
Liudas Gira (ur. 27 sierpnia 1884 w Wilnie, zm. 1 lipca 1946 tamże) – litewski poeta, dramatopisarz i krytyk literacki.

## Życiorys
Z pochodzenia był pół-Polakiem, pół-Niemcem. W latach 1897–1901 uczył się w wileńskim gimnazjum realnym, a 1901-1905 w wileńskim seminarium duchownym, jednak nie został księdzem. Po ukończeniu seminarium pracował w redakcjach wileńskich gazet, w 1913 założył litewski magazyn Vaivorykštė (Tęcza). W latach 1915–1918 pracował w miejskiej milicji w Wilnie, w 1919 po zajęciu Wilna przez Armię Czerwoną na pół roku został uwięziony przez bolszewików w Wilnie, Dyneburgu i Smoleńsku, po uwolnieniu przeniósł się do Kowna. Przez krótki czas kierował wydziałem wywiadowczym ministerstwa obrony, a później administracją okręgu mariampolskiego. W 1920 wrócił do Kowna, gdzie pracował w państwowym teatrze dramatycznym, a 1925-1926 był dyrektorem teatru, później w latach 1926-1934 pełnił funkcję sekretarza komisji książek w ministerstwie edukacji, potem był m.in. redaktorem gazety „Literatūros naujienos” („Wiadomości Literackie”. W latach 1936–38 był prezesem Stowarzyszenia Pisarzy Litewskich, w 1940 jako poseł na Sejm Ludowy Litwy poparł przyłączenie Litwy do ZSRR, po czym został zastępcą komisarza edukacji Litewskiej SRR. Podczas wojny ZSRR z Niemcami mieszkał w Penzie i był kapitanem 16 Dywizji Litewskiej w Armii Czerwonej. W 1945 został członkiem Akademii Nauk Litewskiej SRR. Pisał wiersze na motywach pieśni ludowych i patriotyczne, m.in. zbiory Tėvynės keliais (Drogami ojczyzny, 1912), Tolimuos keliuos (Na dalekich szlakach, 1945); dramaty, m.in. Kerštas (Zemsta, 1910) o problematyce społecznej i wolnościowej, nawiązujące do historii Litwy; tworzył także w języku rosyjskim i polskim (poemat Przyszłej Polsce — dziś Polsce walczącej z 1941, wiersz Cześć żołnierzu). Pisał też prace krytycznoliterackie. Tłumaczył utwory Puszkina. Polskie przekłady jego wierszy ukazały się w Antologii poezji litewskiej (1939), w wyborze U przyjaciół (1961) i antologii Tam gdzie malwy lśnią czerwone... (1973).